# Marie de Korikos
Marie de Korikos (1321 - avant 1405) est reine consort d'Arménie par mariage avec Constantin V d'Arménie.

## Biographie
Marie est la fille d'Oshin de Korikos et de Jeanne de Tarente. Ses grands-parents maternels sont Philippe Ier de Tarente et sa première épouse Thamar Ange Comnène. Ses grands-parents paternels sont Héthoum de Korikos et Isabelle d'Ibelin.
Son père a déjà été marié à Marguerite d'Ibelin et a une fille, Alice de Korikos, épouse du roi Léon V d'Arménie. Sa demi-sœur et son père, régent d'Arménie et responsable de la mort de plusieurs membres de la famille royale, sont assassinés par le roi en 1329.
Marie épouse en 1340 Constantin, seigneur de Neghir et de Pertzerpert, qui devient roi d'Arménie en 1344. Ils ont deux fils : 
- Oshin (mort en 1356),
- Léon (mort avant 1357).

Leurs deux fils meurent dans l'enfance sans succéder à leur père. Ils sont mentionnés par leur père dans un manuscrit qui enregistre une donation au couvent de Sis faîte en leur mémoire . Constantin V meurt le 21 décembre 1362, et son cousin Constantin VI d'Arménie lui succède. Marie meurt avant 1405.